# Hotel del Coronado
Hotel del Coronado, também conhecido como The Del e Hotel Del, é um luxuoso e histórico hotel à beira-mar, localizado na cidade de Coronado, mais especificamente do outro lado da Baía de San Diego, a partir de San Diego, Califórnia. É um dos poucos exemplos do gênero de arquitetura norte-americana que ainda há: um resort situado à beira-mar com arquitetura vitoriana. É considerado a segunda maior estrutura de madeira nos Estados Unidos, ficando atrás apenas do Tillamook Air Museum, em Tillamook, sendo eleito, em 1970, marco histórico da Califórnia e, em 1977, marco histórico nacional.
Quando abriu suas portas em 1888, entrou para a história como o maior resort hotel do mundo. O hotel hospedou personalidades como presidentes, membros de realezas e celebridades por muitos anos,
Hotel del Coronado foi avaliado com quatro diamantes de acordo com a Associação Automobilística Americana, sendo listado pelo USA Today como um dos "Top 10 Resorts no Mundo".